# Parlamentswahl in Kirgisistan 1995
Die Parlamentswahl in Kirgisistan 1995 wurde am 5. Februar 1995 mit einer Stichwahl am 19. Februar 1995 abgehalten. Die Parlamentswahl war die erste Wahl ihrer Art in der Geschichte Kirgisistans und brachte die Sozialdemokratische Partei Kirgisistans (SDPK) als stärkste Fraktion hervor.

## Wahlsystem
Gewählt wurden die insgesamt 105 Abgeordneten im politischen Zweikammersystem Kirgisistans. Als Grundlage für die als Mehrheitswahl angelegte Parlamentswahl wurde Kirgisistan in 70 Wahlbezirke mit vergleichbarer Einwohnerzahl aufgeteilt. In jedem dieser Bezirke wurde ein Mandat für die repräsentative Kammer des kirgisischen Parlaments vergeben. Zur Wahl der gesetzgebenden Kammer mit 35 Abgeordneten wurden jeweils zwei dieser Wahlbezirke zusammengelegt, sodass 35 Wahlbezirke gebildet wurden, in denen jeweils ein Mandat zu vergeben war. Die Kandidaten benötigten für den Einzug in eine der beiden Kammern jeweils eine absolute Mehrheit der abgegebenen Stimmen. Dies gelang auf Grund der zahlreichen Kandidaten in einigen Wahlbezirken keinem Kandidaten im ersten Wahlgang, sodass in diesen Wahlbezirken eine Stichwahl zwischen den beiden Kandidaten mit den meisten Stimmen im ersten Wahlgang abgehalten werden musste. Diese wurde gemäß dem geltenden kirgisischen Wahlrecht zwei Wochen nach dem ersten Wahlgang, am 19. Februar, abgehalten. Im künftigen politischen System Kirgisistans sollte die kleinere gesetzgebende Kammer das zentrale Organ der Gesetzgebung sein, während die repräsentative Kammer seltener zusammentrat und lediglich bei einem Teil der politischen Entscheidungen befragt werden musste.

## Hintergrund

Flagge der Kirgisischen Sozialistischen Sowjetrepublik

Kirgisistan schlug nach der Unabhängigkeit 1991 im Zuge des Zerfalls der Sowjetunion einen anderen Weg als die anderen Staaten Zentralasiens ein. Während dort schnell Tendenzen zu einem Präsidentiellen Regierungssystem mit autoritären Zügen sichtbar wurden, wurde Kirgisistan im Gegensatz dazu von ausländischen Beobachtern als „Insel der Demokratie“ bezeichnet. Ein Grund dafür waren die lebhaften politischen Debatten zwischen dem Präsidenten und der Opposition im Parlament. Das Parlament war vor der Wahl 1995 als Nachfolger des Obersten Sowjet angelegt, da die 350 Abgeordneten im Obersten Sowjet der Kirgisischen Sozialistischen Sowjetrepublik 1990 gewählt worden waren und damit bis 1995 legitimiert waren. Nach der Wahl zum Obersten Sowjet 1990 gab es offiziell eine deutliche Mehrheit der Kommunistischen Partei, die mehr als 90 % der Sitze im Obersten Sowjet besetzte. Tatsächlich standen aber zahlreiche Abgeordnete des Obersten Sowjets demokratischen Bewegungen nahe, sodass die Transformation des politischen Systems nach der Unabhängigkeit hin zu mehr Demokratie vom Parlament grundsätzlich mitgetragen wurde.

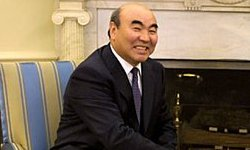
Präsident Askar Akajew

Konflikte zwischen Präsident Askar Akajew, der seit der Präsidentschaftswahl in Kirgisistan 1991 im Amt war, und der parlamentarischen Opposition gab es hinsichtlich der Ausformung und des Zeitpunkts von Parlamentswahlen. In der kirgisischen Verfassung von 1993 wurde die Einrichtung eines Einkammersystems mit dem Dschogorku Kengesch als neues kirgisisches Legislativorgan festgeschrieben, dabei sollte das neu gebildete Parlament 105 Abgeordnete umfassen. Präsident Akajew hingegen befürwortete die Einrichtung eines Zweikammersystems mit der gesetzgebenden Versammlung als zentrales Organ der Gesetzgebung und der Versammlung der Volksvertreter als Repräsentation lokaler Würdenträger im politischen System Kirgisistans. Über diese Streitfrage wurde am 22. Oktober 1994 ein Verfassungsreferendum in Kirgisistan abgehalten, wobei 88,1 % der abgegebenen Stimmen für die Einrichtung eines Zweikammersystems waren. Mit der Bestätigung durch das Referendum begann Akajew das Wahlsystem mit zahlreichen Verordnungen und Anordnungen nach seinen Vorstellungen zu reformieren. Das Referendum wurde von der Opposition scharf kritisiert, die oppositionelle Partei Erkin klagte vor dem Obersten Gericht Kirgisistans auf die Annullierung des Referendums, da das Vorgehen des Präsidenten nicht von der Verfassung gedeckt sei. Außerdem legten die Kläger Hinweise auf eine deutlich niedrigere Wahlbeteiligung als offiziell angegeben vor. Der Beschwerde wurde jedoch nicht stattgegeben. In Folge des positiven Referendums erließ Präsident Akajew mehrere Dekrete zur Anpassung des Wahlrechts. Die Befugnisse des Präsidenten reichten jedoch nicht aus, um grundlegende Veränderungen der Verfassung vorzunehmen, sodass er dafür auf die Zustimmung des Parlaments angewiesen war. Um eine konsensfähige Lösung für die Verfassungsreform zu erarbeiten, wurde eine konstitutionelle Sitzung mit Vertreten der Regierung sowie lokalen, juristischen und parteipolitischen Amtsträgern einberufen. Die erarbeiteten Vorschläge sollten nach der Parlamentswahl von beiden Kammern des neuen Parlaments angenommen werden.

## Parteien
Die Parteienlandschaft in Kirgisistan hatte nach der Unabhängigkeit eine intensive Entwicklung genommen. Nachdem sich die demokratische Opposition in der Endphase des Bestehens der Kirgisischen SSR als Demokratische Bewegung Kirgisistans zusammengeschlossen hatte, wurde diese Bewegung nach der Unabhängigkeit durch Abspaltungen zu Gunsten einer vielfältigeren Parteienlandschaft geschwächt. Insgesamt standen die politischen Parteien vor der Parlamentswahl 1995 am Anfang ihrer Entwicklung und konnten keine breite politische Basis aufweisen. Die Parteien waren häufig stark auf eine Person fokussiert und konnten sich auf Grund ständiger Veränderungen durch Abspaltungen und Zusammenschlüsse kaum nachhaltig profilieren. Folgende Parteien waren im Vorfeld der Parlamentswahl gemeldet und damit berechtigt, Kandidaten aufzustellen:

### Demokratische Bewegung Kirgisistans
Die Dachorganisation der oppositionellen Bewegung während der kommunistischen Herrschaft wurde durch zahlreiche Abspaltungen geschwächt und positionierte sich unter dem Parteivorsitzenden Zhepar Zhekhsheyev als gemäßigte Partei der Mitte. Sie setzte sich unter anderem für eine aktive Sozialpolitik und eine klare Abgrenzung von der Politik der ehemaligen Sowjetunion ein. Die Demokratische Bewegung galt zudem als Befürworter der Politik des Präsidenten Akajew.

Logo der Sozialdemokratische Partei Kirgisistans

### Sozialdemokratische Partei Kirgisistans
Die Sozialdemokratische Partei Kirgisistans wurde 1994 gegründet und stand für eine Sozialdemokratie mit stark liberaler Ausprägung. Diese Ausrichtung sorgte dafür, dass die sozialdemokratische Partei auch bei Unternehmern, die auf liberale Wirtschaftsreformen hofften, beliebt war.

### Asaba
Die Partei Asaba spaltete sich von der Demokratischen Bewegung ab, nachdem diese einen gemäßigten Kurs einschlug. Asaba hingegen setzte sich für einen nationalistischen Kurs ein und forderte eine aktivere Förderung von kirgisischer Sprache und Kultur. Auch die Partei Asaba wurde als loyal gegenüber dem Präsidenten eingestuft.

### Erkin
Die Partei Erkin spaltete sich, ähnlich wie Asaba, von der Demokratischen Bewegung ab, um einen nationalistischeren Kurs durchzusetzen. Im Gegensatz zu Asaba profitierte Erkin sich aber als Oppositionspartei gegen die Politik Akajews. Insbesondere das Verfassungsreferendum 1994 und die folgenden Reformen stießen auf heftige Kritik seitens der Partei Erkin. Die Partei setzt vor allem auf das Prinzip der Gewaltenteilung, das der Ansicht ihrer Anhänger nach, in Kirgisistan noch nicht ausreichend verwirklicht worden war.

### Ata Meken
Ata Meken sprach sich vor der Wahl für einen pro-westlichen Kurs aus und forderte zudem den Ausbau des Sozialsystems und des Gesundheitssystems. Mit dem gemäßigten aber reformorientierten Kurs hatte Ata Meken insbesondere eine starke Wählerschaft bei jungen Intellektuellen und Unternehmern und zeichnete sich durch eine gute parteiinterne Organisation aus.

### Partei der Kommunisten Kirgisistans
Die Partei der Kommunisten Kirgisistans wurde nach dem vorläufigen Verbot der kommunistischen Partei 1991 im Jahr 1993 neu gegründet und grenzte sich mit ihrer kommunistischen Ausrichtung klar von den restlichen, anti-kommunistischen Parteien und von der Politik des Präsidenten ab.

### Weitere Parteien
Neben diesen größeren Parteien in Kirgisistan traten auch zahlreiche weitere Parteien zu der Wahl an, teilweise mit einer stark eingegrenzten Wählerschaft. Dazu zählten unter anderem die Partei der Agrararbeit, die ökologische Partei und die Partei demokratischer Frauen.

## Wahlkampf
Trotz des bis dato nur schwach ausgebildeten kirgisischen Parteiensystems gab es vor der Parlamentswahl einen kontrovers geführten Wahlkampf.

### Finanzierung
Die Finanzierung von Wahlkampagnen wurde durch die zuständige Distriktkommission geregelt und streng kontrolliert. Jedem Kandidaten wurde dabei ein Budget für den Wahlkampf zur Verfügung gestellt. Wenn einer der Kandidaten dieses Budget mit Geldmitteln aus anderen Quellen aufstocken wollte, musste dieser die zusätzlich akquirierten Gelder der Distriktkommission zur Verfügung stellen, woraufhin diese die Gelder auf alle Kandidaten in dem betroffenen Distrikt gleichmäßig verteilte. Auf diese Weise sollten die Startbedingungen für alle Kandidaten angeglichen und Chancengleichheit hergestellt werden. Diese strikte Regelung rief allerdings Befürchtungen hervor, Kandidaten könnten illegale Wahlkampffinanzierung nutzen, um damit einen Wettbewerbsvorteil zu erhalten.

### Medien
Kirgisistan hatte zum Zeitpunkt der Wahl das höchste Maß an Pressefreiheit in Zentralasien. Im Vorfeld der Wahl wurden seitens der Regierung Maßnahmen zur Einschränkung der Pressefreiheit ergriffen. So wurden im August 1994 zwei Tageszeitungen auf Grundlage eines neuen Mediengesetzes, das auch national auf große Kritik gestoßen war, geschlossen. Zudem wurden zwei Fälle von Gewalt gegen Journalisten bekannt. Da zahlreiche Medien jedoch weiterhin unabhängig berichten konnten, waren die Medien Teil des Wahlkampfs und wurden auch von der Opposition genutzt. Durch die strenge Regulierung der Wahlkampffinanzierung wurde dafür gesorgt, dass die Präsenz der Kandidaten in Tageszeitung, Fernsehen und Radio vergleichbar ausgeprägt war. Ein Streitpunkt hinsichtlich der Medien war die überdurchschnittlich große Medienpräsenz von Politikern, die bereits vor der Wahl ein politisches Amt innehatten, da dies von Konkurrenten als Vorteil im Wahlkampf angesehen wurde.

### Rolle lokaler Würdenträger
Eine traditionell große Rolle in der kirgisischen Politik spielen die sogenannten Akims, lokale Würdenträger, die häufig einen großen Einfluss auf regionaler Ebene innehaben. In Bischkek und Osch werden die Akims gewählt, im übrigen Land vom Präsidenten ernannt. Die Akims verkörpern in vielen Fällen mächtige Clans, die in Kirgisistan eine bedeutende Rolle spielen. Gestützt auf ihre Clans gelingt es vielen Akims großen Einfluss auf die Bevölkerung ihres Akimats zu gewinnen. Hinsichtlich der Wahlen 1995 wurde dieser Einfluss kritisch bewertet, da er teilweise zu einer Beeinflussung des Wahlverhaltens der Bevölkerung führte, wenn Kandidaten von lokalen Clans unterstützt wurden.

## Ergebnis
Die Wahlbeteiligung wurde sowohl im ersten als auch im zweiten Wahlgang mit 62 % angegeben. Nach dem zweiten Wahlgang ergab sich folgendes Ergebnis für die Verteilung der insgesamt 105 Sitze im Zweikammerparlament:
| Partei                                  | Sitze |
| --------------------------------------- | ----- |
| Sozialdemokratische Partei Kirgisistans | 14    |
| Asaba                                   | 4     |
| Einheitspartei Kirgisistans             | 4     |
| Ata Meken                               | 3     |
| Republikanisch-Demokratische Partei     | 3     |
| Partei der Kommunisten Kirgisistans     | 3     |
| Republikanische Volkspartei             | 3     |
| Agrarpartei                             | 1     |
| Partei der Agrararbeit                  | 1     |
| Demokratische Bewegung Kirgisistans     | 1     |
| Partei demokratischer Frauen            | 1     |
| Unabhängige                             | 67    |
| Gesamt                                  | 105   |

Das Ergebnis war ein Beleg für die bis dato geringe Anziehungskraft von politischen Parteien in Kirgisistan, die zu einer Mehrheit unabhängiger Kandidaten im kirgisischen Parlament führte. Eine weitere Erkenntnis aus der Wahl war der deutliche Sieg der Sozialdemokratischen Partei im Vergleich zu den anderen politischen Parteien. Dieser überraschende Erfolg der erst 1994 gegründeten Partei war zudem einer der Gründe für das schlechte Abschneiden der Demokratischen Bewegung Kirgisistans, die mit nur einem Sitz im Parlament deutlich geschwächt aus den Wahlen hervorging. Aus der Perspektive des Präsidenten Akajew war insbesondere das Abschneiden der Partei Erkin und der Partei der Kommunisten von Belang, da diese sich im Wahlgang am deutlichsten gegen den amtierenden Präsidenten ausgesprochen hatten. Da Erkin keinen Sitz und die Partei der Kommunisten lediglich drei Sitze erhielt, blieb die Opposition gegen den Präsidenten im Parlament schwach vertreten.

## Folgen
Die Wahl trug zur Etablierung des Zweikammersystems in Kirgisistan bei. Mit dem Wahlergebnis konnte Präsident Akajew auf Rückhalt für seine Politik im Parlament setzen, sodass er die Reform des politischen Systems nach der Wahl vom Parlament bestätigen lassen konnte. Am 28. März 1995 hielten beide Kammern des Parlaments die erste Sitzung der neuen Legislaturperiode ab. Am 5. April 1995 wurde Apas Jumagulov im Amt des Premierministers bestätigt und blieb bis März 1998 in diesem Amt. Mit dem Sieg bei der Präsidentschaftswahl in Kirgisistan 1995 und Verfassungsreformen zu Gunsten der Machtposition des Präsidenten stellte Präsident Akajew in den Jahren nach der Wahl die Weichen in Richtung einer zunehmend autoritären Herrschaft.

## Bewertung
Die Wahl wurde von zahlreichen kirgisischen Beobachtern, einer Beobachtermission der Organisation für Sicherheit und Zusammenarbeit in Europa (OSZE) und einem Team der International Foundation for Election Systems (IFES) beobachtet. Die Beobachtermission der OSZE kam zu dem Schluss, dass die Parlamentswahl die Standards einer demokratischen Wahl nicht vollständig erfüllen konnte, da landesweit Unregelmäßigkeiten, oft im Zusammenhang mit lokalen Würdenträgern oder der Wahlkampffinanzierung, gemeldet wurden. Trotzdem stufte die OSZE die Wahl als demokratisch ein, da Kirgisistan zu diesem Zeitpunkt ein Prozess der Demokratisierung zu durchlaufen schien. Auch die Beobachter der IFES stellten Unregelmäßigkeiten bei der Wahl fest und kritisierten zudem das unpräzise Wahlrecht und die mangelnde Transparenz rund um das Verfassungsreferendum 1994 und die damit einhergehende Reform des politischen Systems.